# Facteurs affectant le cycle reproductif des mammifères
Le cycle de reproduction des mammifères est à la fois circannuel et hautement rythmique. 
Lors de la saison de reproduction, on observe chez les femelles une augmentation du taux d'ovulation, allant de pair avec une augmentation de la sécrétion de FSH et de LH. Chez les mâles, on observe une croissance testiculaire ainsi qu'une augmentation de la sécrétion de testostérone. En contre-saison, l'inverse est observé. Le cycle est contrôlé par les mécanismes de l'horloge interne qui se synchronise avec l'environnement extérieur. Plusieurs facteurs externes et internes peuvent influencer le moment de reproduction des mammifères, en causant soit des avances de phases soit des retards. Les facteurs ayant les effets les plus importants sur le cycle de reproduction sont la photopériode, la mélatonine et la température. Il existe également des cas d'exception. Ces facteurs peuvent être utilisés dans la production animale afin d'optimiser la reproduction de certains mammifères.

## Photopériode
La photopériode représente le rapport entre la durée du jour et la durée de la nuit sur un cycle de 24 heures. Elle varie d'une journée à l'autre et d'une saison à l'autre, selon la latitude terrestre. Par exemple, le printemps et l'été présentent des journées où la durée du jour est plus longue que celle de la nuit, soit un rapport de 16:8 LD (16 heures de lumière et 8 heures d'obscurité). En automne et en hiver, les jours sont plus courts que les nuits, soit un rapport de 8:16 LD (8 heures de lumière et 16 heures d'obscurité). Dans l'hémisphère nord, la durée du jour augmente à partir du solstice d'hiver (21 décembre) jusqu'au solstice d'été (le 21 juin), puis diminue ensuite jusqu'au prochain solstice d'hiver. À l'équateur, la photopériode est de 12:12 LD quelle que soit la saison, soit 12 heures de lumière et 12 heures d'obscurité. 
La photopériodicité influence l'activité reproductrice chez certains mammifères, l'espèce humaine exclue. Certaines espèces animales détiennent un contrôle endogène des cycles sexuels saisonniers, via un oscillateur circannuel. En revanche, la reproduction d'autres espèces n'ayant pas de mécanismes endogènes est dépendante de signaux environnementaux, tel que la photopériode. Celle-ci informe les animaux du taux de variation inter-journalier qui leur permet d'anticiper le moment propice pour entamer le processus de rut et la préparation en avance du métabolisme en vue de la saison de reproduction.
La durée de la gestation varie d'une espèce à l'autre et influence la période de fertilité. Pour des animaux ayant une courte durée de gestation, le rut a lieu proche du printemps et l'hiver constitue une période d'infertilité. Donc, les journées plus longues stimulent la reproduction pour ces espèces. Pour des animaux ayant une longue durée de gestation, la période de fertilité est en hiver, afin d'avoir assez de temps pour le développement des progénitures et prévoir une mise bas au printemps. Donc, les journées plus courtes stimulent le système reproducteur pour ces espèces. La mise bas se fait habituellement au printemps ou en début d'été, car ces saisons offrent un climat plus propice ainsi qu'un accès plus facile à la nourriture ; ce sont deux facteurs essentiels à la survie de la progéniture et garantit le succès reproducteur des parents.
Chez les brebis, la photopériode affecterait le taux d'ovulation et la taille des portées. Le taux d'ovulation est maximal lorsque les journées sont courtes et diminue au printemps et en été avec l'allongement de la durée du jour,. 
Chez les béliers, les jours longs inhibent l'axe hypothalamo-hypophyso-testiculaire. Il y a donc une baisse de l'intensité de l'activité sexuelle au printemps et en été, ainsi qu'une baisse de sécrétion de testostérone, de l'hormone folliculo-stimulante (FSH) et de l'hormone lutéinisante (LH),. Au contraire, les jours courts stimulent l'activité sexuelle. Donc, en automne, il y a une augmentation de la fréquence de sécrétion de LH et de testostérone et il y a croissance testiculaire. 
Les variations de lumière par jour régulent la relâche pulsatile des hormones hypothalamiques, qui sont responsables de l'activation de l'axe hypothalamo-hypophyso-gonadique. Le système neuroendocrinien traduit le stimulus photopériodique en signal endocrine par la sécrétion de mélatonine. 

## Mélatonine

### Influence de la glande pinéale
Chez les vertébrés, la glande pinéale a une grande influence sur la synthèse et la sécrétion de la mélatonine. Plus précisément, la glande pinéale synthétise la mélatonine à partir de la sérotonine via l'action de deux enzymes : la N-acétyltransférase pinéale (NAT), responsable de la N-acétylation de la sérotonine, et l'hydroxyindole-O-méthyltransférase (HIOMT), responsable de l'O-méthylation de l'indole. 
Dans la glande pinéale, le niveau de sérotonine est élevé le jour et bas la nuit. Les altérations dans le cycle lumineux provoquent des changements dans la teneur en sérotonine pinéale. Il existe aussi un rythme quotidien dans la mélatonine pinéale agissant inversement à celui de la sérotonine. Ces observations suggèrent que la photopériode régule le rythme pinéal de l'indole et que le déclin nocturne de la sérotonine pinéale est dû à une augmentation de la production de mélatonine. 
Des études plus récentes effectuées chez le rat indiquent que le métabolisme oxydatif de la sérotonine consiste en la N-acétylation et ce, par l'enzyme NAT. Il existe donc un rythme circadien de l'activité de l'enzyme NAT, soit l'enzyme limitant le taux. En effet, l'activité de l'enzyme NAT augmente de façon abrupte durant la nuit. L'augmentation importante de l'activité de NAT durant la nuit serait responsable de la stimulation du rythme de la mélatonine alors que l'activité de l'HIOMT déterminerait l'amplitude de l'augmentation nocturne de la mélatonine. Ainsi, le rythme de l'activité de la glande pinéale est étroitement lié à celui de la synthèse et de la sécrétion de la mélatonine, également élevée la nuit. 
Chez les vertébrés n'étant pas des mammifères, ces rythmes sont intrinsèques à la glande pinéale et ils continuent à s'exprimer lorsque le tissu pinéal est cultivé in vitro. Toutefois, ce n'est pas le cas chez les mammifères : le rythme de la mélatonine est entraîné par une voie neuronale comprenant le tractus rétinohypothalamique de la rétine au noyau suprachiasmatique(SNC), le noyau suprachiasmatique lui-même, les noyaux parventriculaires de l'hypothalamus, le faisceau médian du cerveau antérieur ainsi que les fibres préganglionnaires de la moelle épinière cervicale aux ganglions cervicaux supérieurs. Ces derniers innervent la glande pinéale mammalienne et fournissent un apport noradrénergique qui stimule l'activité de l'enzyme NAT et par conséquent, la synthèse et la libération de la mélatonine. De plus, il existe un second messager cAMP qui régule l'enzyme NAT de deux manières. D'une part, l'activité de NAT est stimulée par un mécanisme cAMP-dépendant impliquant la synthèse de l'ARN messager et de la protéine. D'autre part, cAMP prévient l'inactivation de l'enzyme NAT.
La glande pinéale et la mélatonine ont un rôle majeur dans le mécanisme photopériodique des mammifères. Le patron circadien de la sécrétion de la mélatonine transmet l'information de la photopériode aux sites cibles appropriés. Chez certaines espèces, comme le mouton, la sécrétion de la mélatonine est élevée pendant toute la période d'obscurité, tandis que chez d'autres espèces (par exemple, le hamster syrien), la sécrétion de la mélatonine peut ne débuter que quelques heures après l'obscurité.
La plupart des mammifères présentent une augmentation de la sécrétion de mélatonine à fur et à mesure que la durée du jour diminue. La régulation circadienne du rythme pinéal de la mélatonine est soulignée par la persistance du rythme chez les animaux maintenus dans l'obscurité en continu. 
Ainsi, le système circadien semble être responsable de la détermination d'apparition et d'arrêt de la sécrétion nocturne de la mélatonine. Les mammifères ayant subi une ablation de la glande pinéale ne sont plus capables de générer des réponses saisonnières typiques aux changements de la photopériode, bien que la plupart des rythmes circadiens restent intacts. Le fait d'administrer de la mélatonine dans ces individus permettrait de rétablir leurs réponses saisonnières. Les animaux pinéalectomisés ayant reçu des injections quotidiennes et synchronisées de mélatonine présentaient des réponses de type « jour long » lorsque les perfusions duraient entre 4 et 6 heures, alors qu'ils présentaient des réponses de type « jour court » lorsqu'elles duraient entre 8 et 16 heures. Les réponses de ces animaux étaient indépendantes de la durée du jour. Ceci suggère que l'information de la longueur de la journée est traduite, par le système circadien, en un signal de mélatonine servant de code endocrinien par rapport à la longueur de la journée.

### Mécanismes et rôles sur le cycle reproducteur
La mélatonine (N-acétyl-5-méthoxy-tryptamine) est une hormone dont la sécrétion est grandement influencée par la lumière. Pour comprendre le rôle de la mélatonine sur le rythme endogène de la reproduction, il a d’abord été nécessaire d’identifier quelles étaient les cibles exactes de son action. En effet, la mélatonine est une composante importante dans de nombreuses fonctions physiologiques. C’est en partie pour cela que les récepteurs de la mélatonine sont distribués dans de nombreux tissus différents. D'ailleurs, il a été démontré que la mélatonine agit sur plusieurs sites, dont chacun régule leur propre fonction saisonnière. 
Avec la mise au point d'une sonde liant la mélatonine, il a été possible d'identifier où se situaient les sites actifs de la mélatonine. Il s’est avéré que le pars tuberalis, situé dans la glande pituitaire, et l'hypothalamus étaient des cibles importantes de la mélatonine. Le pars tuberalis est situé près de l’éminence médiane, une partie de l'hypothalamus, et le pars distalis de la glande pituitaire.
Son action anti-gonadotrope est très importante dans la reproduction. Par contre, les mécanismes et les sites au niveau cellulaire ne sont pas encore connus précisément. Il est toutefois possible d'affirmer que la mélatonine n'agit pas directement sur les gonades, mais induit plutôt un changement de sécrétion d’hormones de la glande pituitaire. En effet, elle modifie la libération d’hormones telles que  l'hormone lutéinisante (LH), l'hormone folliculo-stimulante (FSH), gonadostimulines hypophysaires, et elle diminue le contenu de l’axe hypothalamique en GnRH (Hormone de libération des gonadotrophines hypophysaires). Puisque la GnRH contrôle la libération des hormones FSH et LH, elle a une fonction très importante dans le cycle reproducteur. De plus, une augmentation de la sécrétion pulsatile de GnRH a été observée lorsque les animaux sont exposés pour une longue période (40-60 jours) à des journées plus courtes. Pour sa part, l’hormone lutéinisante (LH) est responsable, chez les femelles, de l’alternance des périodes ovulatoire et anovulatoire et, chez les mâles, de la production spermatique.
Cependant, la mélatonine n'agit pas directement sur la libération de LH. En effet, en injectant de la mélatonine directement dans le pars tuberalis, aucun changement au niveau de la sécrétion de LH n'a pu être démontré. D’autres études portant sur des brebis ont démontré qu'elle inhiberait plutôt la sécrétion de prolactine, une hormone importante en reproduction. Le pars tuberalis contrôle l'action de la mélatonine sur la sécrétion de la prolactine. D’ailleurs, chez la brebis, lorsque de la mélatonine est directement insérée dans le pars tuberalis, la sécrétion de prolactine est inhibée.
Quant au GnRH, la mélatonine n'a pas non plus un effet direct sur sa sécrétion. En effet, la distribution des neurones à GnRH ne concorde pas avec les sites où la mélatonine est active. Le contrôle indirect de la mélatonine sur le cycle reproducteur reposerait sur un réseau complexe d'interneurones : neurones dopaminergiques et neurones sérotoninergiques,. Deux mécanismes, contrôlés par la mélatonine, existent pour moduler la sécrétion de GnRH : la modulation du GnRH directe indépendante des stéroïdes et un changement dans la boucle rétroactive négative des stéroïdes sur la sécrétion de GnRH. D'abord, la dopamine serait impliquée dans la transduction de rétroaction négative de l’estradiol sur la sécrétion de GnRH. L’estradiol a pour effet d’augmenter l'action de l’hormone tyrosine hydroxylase (TH) dans l’éminence médiane (hypothalamus) qui a pour effet d’inhiber la production de GnRH lors des jours longs. La mélatonine a pour rôle de moduler l’activité de la TH selon la photopériode. Ensuite, la sérotonine inhibe la sécrétion pulsatile de LH durant la saison de l’anœstrus, mais pas durant la saison de reproduction. C’est un changement de photopériode qui provoquerait une modification de densité des récepteurs (5-HT2A) qui sont responsables de l’activité inhibitrice de la sérotonine .

## Température
Étant liée à la photopériode, on peut se demander si la température joue elle aussi un rôle dans le contrôle des rythmes biologiques de reproduction des mammifères. Il semble en effet qu'une exposition à des températures extrêmes lors du cycle de reproduction puisse moduler la réponse à la photopériode, affectant ainsi la période d'activité sexuelle. Voici deux exemples de l'effet de la température :
- L'exposition de moutons femelles à des températures basses (7-9 °C) entre mai et octobre cause une avance de saison sexuelle. Cependant, lorsqu'ils sont maintenus en photopériode constante, les variations de températures ne permettent pas d'entraîner le rythme circannuel de reproduction[21].
- Une étude menée par Barnes et York[22] (1990) sur l'écureuil terrestre (Spermophilus latterais) mâle adulte a montré que l'exposition de ces animaux à des températures élevées (30 °C) pendant six semaines à partir du 4 décembre (lors de leur hibernation) provoque une avance de phase de la recrudescence testiculaire de 4 à 5 semaines par rapport à un groupe contrôle laissé à 4 °C. Cette avance de phase provoque ainsi une avance de maturation reproductive lors du premier printemps, mais pas lors du second (l'année d'après). Ce résultat suggère que l'exposition à de hautes température enlève la contrainte que pose la basse température à la maturation sexuelle, lui permettant de se produire plus tôt, toutefois, sans influencer l'horloge circannuelle.

Ainsi dit, la température exerce une influence mineure sur les rythmes saisonniers.

## Autres facteurs
Dans les zones tempérées et dans les zones tropicales à haute latitude (plus de 15° N ou S) les animaux utilisent la photopériode pour synchroniser leur horloge circannuelle, notamment pour leur reproduction. Cependant, plus on se rapproche de l'équateur à des latitudes proches de 0°, moins il y a de variation de la photopériode. En effet, à 10° de latitude N et S, la variation annuelle n'est que de 1h et elle est nulle à l'équateur. Il semble qu'à ces basses latitudes, les mammifères n'utilisent pas la photopériode pour entraîner leurs rythmes circannuels. Des recherches menées par Heidemann et Bronson (1994) sur une espèce de chauve-souris tropicale (Anoura geoffroyi) ont montré que ces animaux sont capables d'ajuster la longueur de sécrétion de la mélatonine nocturne en fonction de la longueur de la nuit, indiquant qu'ils peuvent détecter des changements de photopériode. Cependant, ni la mélatonine ni la photopériode ne semble être responsables de réguler leur rythme de reproduction. En effet, des traitements de mélatonine et de photopériode n'ont rien changé à la période endogène de ces animaux. Ainsi, le rythme de reproduction endogène de cette espèce de chauve-souris tropicale est entraîné par un autre signal que la photopériode. Ce signal n'a pas encore été déterminé, mais il se pourrait que des signaux solaires non-photopériodiques tels que la position du soleil dans le ciel (qui varie même à l'équateur) soient utilisables par certains mammifères, comme c'est le cas pour les oiseaux tropicaux. D'autres expériences ont été faites sur deux espèces de rongeurs tropicaux (Zygodontomys brevidauda et Peromuscus nudipes). Ces deux espèces ont un rythme de reproduction hautement saisonnier et sont capables de détecter des changements dans la photopériode, puisqu'ils peuvent moduler la durée de la sécrétion de mélatonine. Tout comme la chauve-souris Anoura geoffroyi, ces deux espèces de rongeurs n'ont pas été affectées par des traitements de photopériode et de mélatonine, signifiant qu'ils n'utilisent pas la photopériode pour synchroniser leur reproduction. Il semble plutôt que ces animaux se reproduisent lorsque les conditions environnementales sont favorables. Ainsi, il s'agit d'espèces opportunistes qui réagissent directement à l'environnement, plutôt qu'à une horloge endogène,

## Utilisation dans la production animale
La compréhension des mécanismes influençant le cycle reproductif a permis de développer des traitements lumineux et biochimiques afin de modifier les variations saisonnières chez les ruminants utilisés dans la production animale. Ces méthodes sont actuellement utilisées pour les bovins, équins, ovins et caprins mais ces deux derniers groupes ont été les plus étudiés,.

### Traitements de type JC et JL
Les traitements de type « JC » peuvent se faire en modifiant les conditions lumineuses lorsque les animaux sont élevés dans des bâtiments fermés et étanches à la lumière extérieure mais la méthode la plus utilisée consiste à un traitement de mélatonine pour remplacer les jours courts. La mélatonine permet ainsi l'élevage en bâtiment ouvert ou au pâturage. Elle peut être distribuée de plusieurs façons: dans l'alimentation quotidienne ou sous forme d'injection en fin d'après-midi, sous forme d'implant sous-cutané ou encore sous forme de  dispositif intraruminal. Il est à noter que les JC et/ou la mélatonine ont pour effet de diminuer la lactation chez les brebis et chez les chèvres. Les JL, quant à eux, sont plus souvent reproduits par un traitement photopériodique dit « JL » qui consiste à sélectionner le moment opportun d'éclairement ou « flash ». Effectivement, lorsque le « flash » (éclairement de 1 à 2 h) est émis 15 à 18h après l'aube, l'animal perçoit un jour long. Cette méthode est plus économique que celle consistant à reproduire concrètement un JL car elle permet d'utiliser des bâtiments normaux et réduit la quantité d'électricité à utiliser.

### Induction et maintien d'une activité sexuelle à contre-saison
La succession d'une période «JL» pendant l'hiver suivi d'une période « JC » réelle ou simulée par utilisation de mélatonine au printemps permet une activité sexuelle à la fin du printemps ou au début de l'été.
Chez les mâles caprins et ovins, ce traitement permet d'avoir une semence de qualité et en grande quantité pour les centres d'insémination artificielle en obtenant une reprise plus rapide de l'activité spermatogénétique. En bâtiment ouvert, cet effet ne dure que 2 à 3 mois mais la quantité produite est suffisante dans la majorité des cas de récolte de semence.
Chez les femelles, la technique utilisée est dite «flash-mélatonine». La méthode est très efficace sur les chèvres qui nécessitent la succession « JL » - « JC » et l'effet bouc, présence d'un bouc ayant subi le même traitement, pour obtenir une activité sexuelle optimale au printemps. Les femelles caprines ont donc la même fertilité et prolificité que lors d'un cycle annuel normal mais la fécondation se fait plutôt en avril-mai. Dans les conditions subtropicales, le traitement des femelles n'est même pas nécessaire pour maintenir une activité sexuelle optimale chez les caprins. Chez les brebis, l'effet bélier et la succession « JL » - « JC » ne suffit pas et nécessite des traitements hormonaux pour induire des ovulations qui sont, toutefois, renouvelables. Tout comme les caprins, on observe une meilleure fertilité à l’œstrus à contre-saison en utilisant cette méthode.

### Abolition totale des variations saisonnières
Cette méthode s'utilise actuellement seulement chez les mâles. Chez les béliers, la succession d'un mois « JL » et d'un mois « JC » en permanence permet d'atteindre un poids testiculaire maximal en 4 à 5 mois à partir du début des traitements en janvier. Ce poids et la production accrue de semence de qualité sont maintenus aussi longtemps que la technique est utilisée. Chez les boucs, cette même méthode permet de retrouver une activité sexuelle élevée et un poids testiculaire optimal en 3 à 5 mois.

### Utilisation de la mélatonine et avance de date de la saison sexuelle annuelle
L'utilisation de la mélatonine seule crée une avance de phase du cycle reproductif en devançant la saison sexuelle. Chez les races peu saisonnées, notamment le Mérinos, la mélatonine permet une augmentation de la fertilité et de la prolificité peu importe le moment où la technique est utilisée. Chez les races saisonnées de l'Europe du Nord, le traitement permet d'avancer le début de la saison sexuelle de un à un mois et demi soit entre la mi-juillet et août. Bien que les formes de distribution vues précédemment sont d'efficacité équivalente, les implants sous cutanés se démarquent en augmentant le taux d'ovulation et en étant la forme la plus facile d'utilisation et la plus économique.